# سانتوچنو (استان وارمی-ماسوری)
سانتوچنو (به لهستانی:  Sątoczno) یک روستا در لهستان است که در گمینا کورشه واقع شده‌است. سانتوچنو ۵۶ نفر جمعیت دارد.